# Siegfried von Bendeleben
Siegfried von Bendeleben († 1433 oder kurz danach) war ein landgräflich-thüringischer Amtmann und Schlossherr.

## Leben
Siegfried stammte aus einer alteingesessenen Adelsfamilie im Dienst der Landgrafen von Thüringen. Spätestens 1404 wurde er Amtmann auf der Sachsenburg an der Unstrut. Als solcher ist er bis 1433 nachweisbar.
Gemeinsam mit seinem Neffen Martin von Bendeleben kaufte er vom Landgrafen Friedrich von Thüringen am 23. Juni 1433 für 300 Mark Silber dessen Schloss Bendeleben in Thüringen. Die Genehmigung zu diesem Verkauf erteilten die Vettern des Landgrafen, die Herzöge Friedrich und Siegmund von Sachsen. 